# كريستين ساندبرغ
كريستين ساندبرغ (بالإنجليزية: Christine Cavanaugh)‏ هي ممثلة أمريكية، ولدت في 16 أغسطس 1963 في الولايات المتحدة، وتوفيت بنفس المكان في 22 ديسمبر 2014 بسبب ابيضاض الدم. من الجوائز التي نالتها جائزة آني.

## أعمال

### أفلام
- (1995) بيبي[6]
- (1996) جيري ماغواير[7]

## جوائز
- جائزة آني

## وصلات خارجية
- كريستين ساندبرغ على موقع IMDb (الإنجليزية)
- كريستين ساندبرغ على موقع ميتاكريتيك (الإنجليزية)
- كريستين ساندبرغ على موقع روتن توميتوز (الإنجليزية)
- كريستين ساندبرغ على موقع ألو سيني (الفرنسية)
- كريستين ساندبرغ على موقع ميوزك برينز (الإنجليزية)
- كريستين ساندبرغ على موقع أول موفي (الإنجليزية)
- كريستين ساندبرغ على موقع قاعدة بيانات الأفلام السويدية (السويدية)
- كريستين ساندبرغ على موقع أول ميوزيك (الإنجليزية)
- كريستين ساندبرغ على موقع ديسكوغز (الإنجليزية)
- كريستين ساندبرغ على موقع قاعدة بيانات الفيلم (الإنجليزية)